# Vidinge naturreservat
Vidinge naturreservat är ett naturreservat i Norrtälje kommun i Stockholms län.
Området är naturskyddat sedan 1974 och är 39 hektar stort. Reservatet omfattar mindre öar och delar av större öar öster om huvudön Vidinge. Reservatet består av typisk utskärgårdsnatur med hällmarker och låg vegetation som ljung, krypen och kråkbär. I skyddade skrevor växer tät lövskog av al, rönn och ask.